# Jan Rybowicz
Jan Rybowicz (ur. 26 maja 1949 w Koźlu na Opolszczyźnie, zm. 21 października 1990 w Lisiej Górze) – polski poeta, prozaik, literacki autodydakta. Do jego wierszy muzykę napisał Krzysztof Myszkowski z grupy Stare Dobre Małżeństwo.

## Życiorys

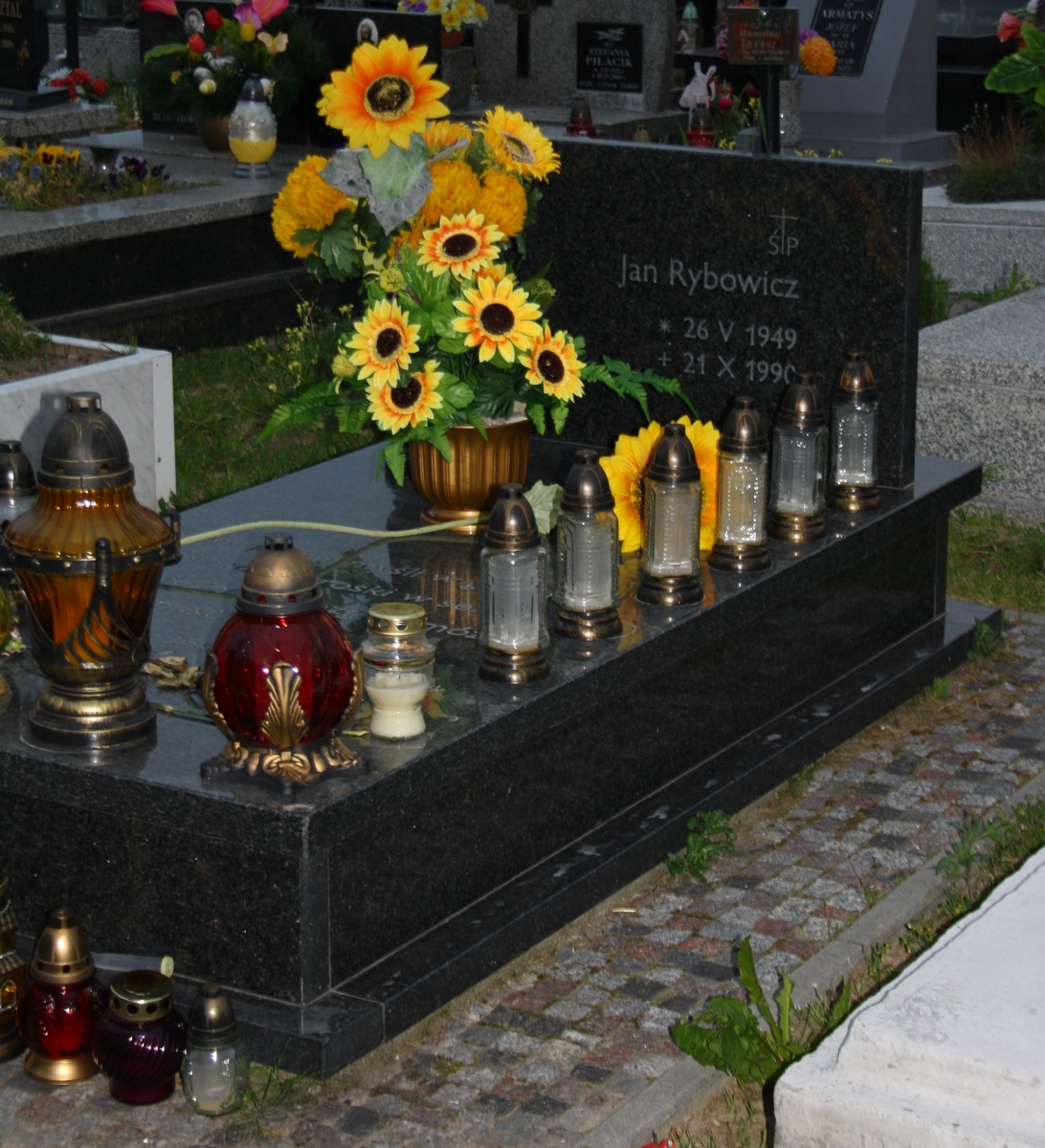
Z poezji zmarłego: „Być jak słonecznik. Pokazywać zawsze ten sam kierunek: ku słońcu!”. Grób poety na cmentarzu w Lisiej Górze koło Tarnowa

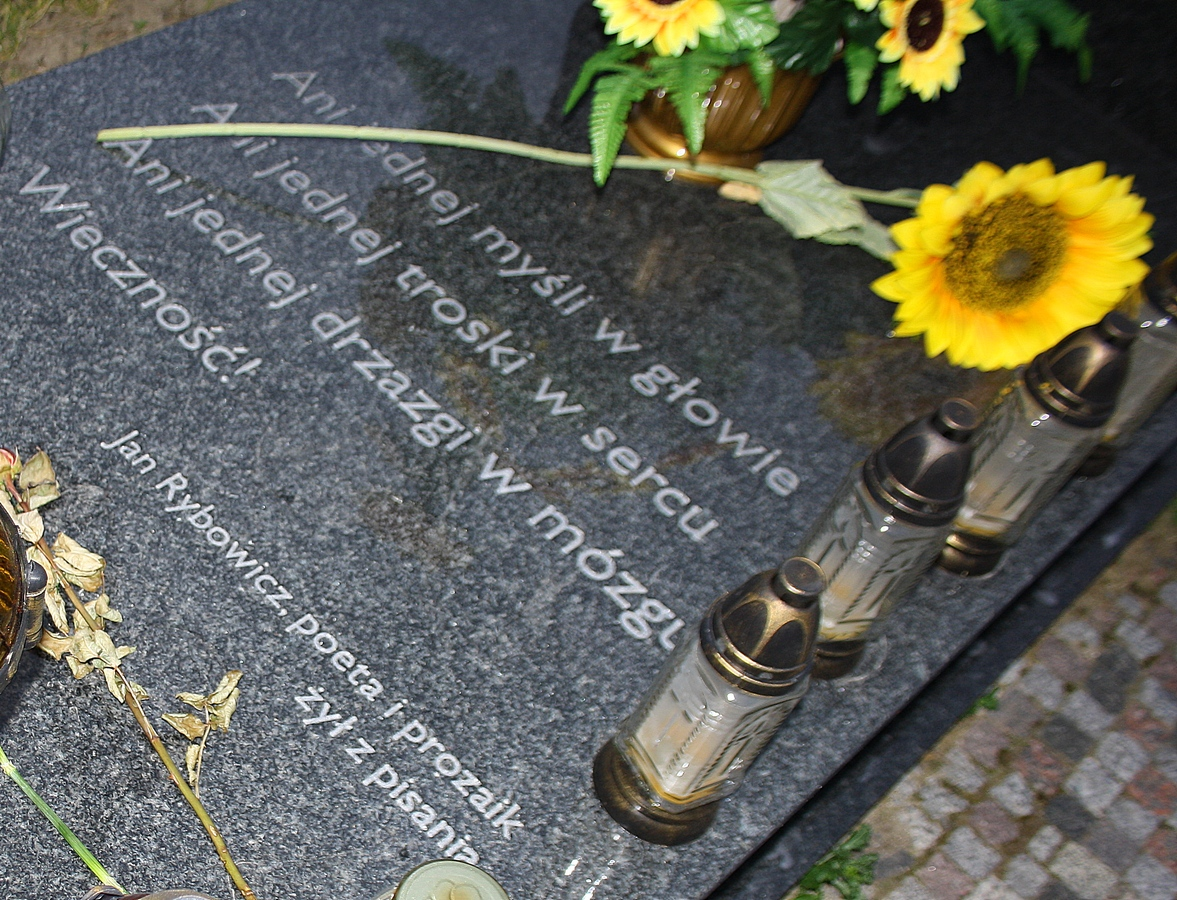
Napis na grobie

Pojawił się  w 1963 r. w Lisiej Górze, gdzie rodzice rok wcześniej odziedziczyli w spadku gospodarstwo rolne. Od 15 roku życia pracował fizycznie. Zdał maturę w Liceum Ogólnokształcącym dla Pracujących w Tarnowie w 1971 r. Nie utrzymał się długo na studiach polonistycznych na Uniwersytecie Jagiellońskim, nie dostał się na studia teatralne. Odbył zasadniczą służbę wojskową w latach 1972–73. Podczas wprowadzenia stanu wojennego 13 grudnia 1981 został internowany.

### Działalność literacka
Zadebiutował w 1976 r. na łamach „Gazety Południowej” wierszem Wyobraźnia. Debiut prozatorski stanowiło opowiadanie Jak zostałem pisarzem opublikowane w Miesięczniku Literackim Młodych „Nowy Wyraz”.
Autor tomów opowiadań: Samokontrola i inne opowiadania (Warszawa 1980), Inne opowiadania (Kraków 1985), Wiocha Chodaków (Warszawa 1986), Czekając na Becketta (Łódź 1991), oraz trzech tomów wierszy: Być może to (Warszawa 1980), Wiersze (Kraków 1986) i O kay (Warszawa 1990).
Utwory Rybowicza – za jego życia jak i po śmierci – były drukowane zarówno w gazetach, jak też czasopismach literackich takich, jak: Miesięcznik Literacki Młodych „Nowy Wyraz” (2/1979), "Życie Literackie" (2-3/1990), "Kresy" (7/1991), miesięcznik "Krzywe Koło Literatury" (10/1991), "Kultura", "Okolice", "Osnowa", "Pismo", "Poezja", "Profile", "Radar" (28/1985), "Tak i nie", "Tygodnik Kulturalny", "Klimaty" (2/2001), "Intuicje przydrożne" (2 (7) 2004).
Zmarł 21 października 1990 roku w Lisiej Górze.
W 2004 roku Rybowicz został jednym z laureatów plebiscytu 25-lecia tygodnika "TEMI" (Tarnów) w kategorii "Ludzie kultury".

## Twórczość
- Być może to Warszawa 1980 [wiersze]
- Samokontrola i inne opowiadania, Państwowy Instytut Wydawniczy, Warszawa 1980, ISBN 83-06-00510-4
- Inne opowiadania, Wydawnictwo Literackie, Kraków 1985, ISBN 8308018783
- Wiersze, Wydawnictwo Literackie, Kraków 1986, ISBN 83-08-01623-5
- Wiocha Chodaków, Państwowy Instytut Wydawniczy, Warszawa 1986 ISBN 83-06-01184-8 [opowiadania]
- O kay, Warszawa 1990 [wybór wierszy]
- Czekając na Becketta. Łódź 1991 [opowiadania]
- Wiersze zebrane. Tarnów 1995
- Horošaâ novost’. Dobra nowina. (Przeł. A. Bazilevskij). Moskva: Izdatel’stvo „Vahazar”; Toruń Wydawnictwo Adam Marszałek 2005 [Polsko-Rosyjska Biblioteka Poetycka [wybór wierszy, tekst w jęz. pol. i ros].

## Opracowania
- Być pisarzem [J. Rybowicz: Samokontrola i inne opowiadania] - Leszek Bugajski, Strategia ślimaka. Szkice krytyczne (1988)
- Leszek Żuliński, Światełko w tunelu (o tomiku O kay) "Literatura" 6 (1991), s.61
- Józef Baran, Ta straszna wrażliwość, "Regiony" 3 (1991), s. 137-139
- Tadeusz Olszewski, Za szybko - , Nowe Książki 2/3 (1992), s. 58-61
- Wiesław Setlak, Ostatnia szuflada Janka Rybowicza - , FRAZA 2 (1992), s.90-92, WSP Rzeszów 1992
- To dla mnie właśnie ta kobieta i ta róża [Jan Rybowicz] - Jan Marx, Legendarni i tragiczni. Eseje o polskich poetach przeklętych (cz.1 - 1993, 1996, 1998, cz.2 - 2002)
- Marcin Kozłowski, Nad rzeką życia. Śladami Jana Rybowicza - , KLIMATY. Miesięcznik Kulturalno-Społeczny 2(2001), VERS - Busko-Zdrój 2001
- Małgorzata Klisowska, Gdy odpowiedź tajemnicą. Esej symptonalny na phonos i logos, brzmienie i sens -, Aspekty Filozoficzno – Prozatorskie, kwartalnik nr (33-36)/(37-40), styczeń 2010 - grudzień 2011, s.111-117 (cz.1); Aspekty Filozoficzno – Prozatorskie, kwartalnik nr (41-43)/(44-47), styczeń 2012 - wrzesień 2013, s.183-187 (cz.2).

- Józef Komarewicz, Rybowicz – szalona lokomotywa literatury. „Nowy Dziennik”, Nowy Jork [on-line] 2014 nr z 7 VII. Dostęp 3 stycznia 2017, dostępny w Internecie: http://www.dziennik.com/publicystyka/artykul/rybowicz-szalona-lokomotywa-literatury

### Tłumaczenia
Wiersze Rybowicza były i są wydawane w języku rosyjskim.
Do 2006 r. ukazały się:
- w 1990 - zbiór prozy pt. Wyjście z ciemności:

Vykhod iz t'my. Rasskazy, Raduga Moskva 1990;
- w 1992 - wybór utworów w zbiorze pt. Kraj Na Opak;

Strana naoborot. Stikhotvorenija i proza. 1976-1990, Wahazar Moskva 1992
- w 2005 - wybór wierszy (wyd. polsko-rosyjskie) pt. Dobra wiadomość.

Dobra wiadomość - charoszaja nowost, wyd. A.Marszałek - Wahazar 2005

## Wyśpiewać poezję
Wiersze Rybowicza z muzyką Krzysztofa Myszkowskiego znalazły się m.in. na płytach:
- Starego Dobrego Małżeństwa:
  - Jednoczas (28 III 2008)
  - Tabletki ze słów (17 XI 2006)
  - Odwet pozorów (2009)
- zespołu The Gruz Brothers Band:
  - Dymi mi z czachy (2005)
  - Live Biała gorączka (2006)

Płyta Tabletki ze słów została nominowana do nagrody SuperJedynki 2007 w kategorii Piosenka Literacka.
2 czerwca 2007 w Gminnym Domu Kultury "Lisia Góra" (Śmigno, gmina Lisia Góra) odbył się koncert Starego Dobrego Małżeństwa, na którym artyści zaśpiewali utwory do wierszy Jana Rybowicza, poeta Józef Baran przeczytał swoje wspomnienia, a Teatr "Nie Teraz" przedstawił krótką sztukę na motywach twórczości Rybowicza. Fragmenty koncertu, wraz z opowieścią o Janie Rybowiczu i reportażem z Lisiej Góry zostały zamieszczone na DVD albumu Starego Dobrego Małżeństwa "Jednoczas".
Po raz drugi impreza odbyła się 31 maja 2008. Poza Starym Dobrym Małżeństwem, wystąpił zespół Matragona oraz Piotr Warszawski w monodramie.

## W wierszach innych poetów
- Bacik W. – Odszedł
- Adam Ziemianin – Makatka dla Janka Rybowicza